# 11437 Cardalda
11437 Cardalda este o planetă minoră (asteroid) din centura de asteroizi. A fost descoperită pe 16 septembrie 1971 la Complejo Astronómico El Leoncito⁠(d) de James Gibson⁠(d). 
Obiectul prezintă o orbită caracterizată de o semiaxă mare de 1,8629345 UAi, o excentricitate de 0,1, o înclinație de 22,88608 ° în raport cu ecliptica.